# 미션 임파서블: 루벤
《미션 임파서블: 루벤》(Ruben Brandt, Collector, 헝가리어: Ruben Brandt, a gyűjtő)은 헝가리에서 제작된 밀로라드 크르스틱 감독의 2018년 애니메이션, 액션, 범죄, 모험, 미스터리, 스릴러 영화이다. 가브리엘라 하모리 등이 주연으로 출연하였다.

## 출연

### 주연
- 가브리엘라 하모리 : 미미 역 (목소리)
- 이반 카마라스 : 루벤 역 (목소리)

### 조연
- 처버 마르톤 : 마이크 역 (목소리)
- 마트 데베레 : 바이-바이조 역 (목소리)

## 수상
- 2019년 제49회 애니어워드 후보 장편 애니메이션: 편집상, 최우수 독립 장편 애니메이션상
- 2019년 제9회 북경국제영화제 후보 애니메이션
- 2019년 제29회 자그레브 국제 애니메이션 영화제 수상 그랑프리 장편 (밀로라드 크르스틱)
- 2019년 제42회 예테보리국제영화제 후보 5대륙
- 2019년 제30회 팜스프링스 국제영화제 후보 월드 시네마 나우
- 2019년 제43회 홍콩 국제 영화제 후보 애니메이션 언리미티드
- 2019년 제73회 에든버러국제영화제 후보 유럽의 관점
- 2019년 제20회 전주국제영화제 후보 시네마천국